# 大定堡满族乡
大定堡满族乡是中华人民共和国辽宁省锦州市义县下辖的一个民族乡。

## 行政区划
大定堡满族乡下辖以下村级行政区划单位：
大定堡村、金刚山村、往户屯村、中老虎沟村、上石厂村、下潘庄子村、南树林子村和南石桥子村。